# La quadriglia dell'illusione
La quadriglia dell'illusione è una commedia statunitense del 1938 diretta da Michael Curtiz e interpretato da Errol Flynn, Olivia de Havilland, Rosalind Russell e Patric Knowles.

## Trama
La reporter Jean Christy lavora per un giornale che rischia di essere chiuso dal suo giovane proprietario, Pat Buckley, dopo che questi ha avuto un litigio con il redattore capo, Robert Lansford. Nel frattempo, Lansford spera di coinvolgere il magnate John Dillingwell 
nella sua società di pubbliche relazioni, e usa la sua posizione al giornale di Buckley per fare una buona pubblicità a Dillingwell. Così scopre che la nipote di Dillingwell, Lorri, è la fidanzata di Buckley. Lansford decide di conquistare Lorri.